# Rue du Vieux-Saint-Louis
La rue du Vieux-Saint-Louis est une voie de la commune française de Laval.

## Situation et accès
Elle prolonge le cours de la Résistance, dans le centre-ville, puis remonte vers le nord en suivant les berges de la Mayenne jusqu'à la rocade et la limite communale. Elle aboutit ensuite au hameau de la Blanchisserie, sur le territoire de la commune de Changé. Elle est en partie doublée par le quai Gambetta et passe sous le viaduc.

## Origine du nom
La rue doit son nom à l'ancien hospice Saint-Louis, fondé en 1662.

## Historique
Sa partie la plus méridionale, située dans le centre-ville, correspond, avec le cours de la Résistance, à l'ancien cours de la Mayenne, déviée au début du XIXe siècle lors de la construction du pont Aristide-Briand.
L'hospice Saint-Louis, fondé en 1662 et installé à l'emplacement de l'actuel bureau de poste de la place du 11-Novembre est agrandi au fil des ans, l'hôpital s'étalait entre la Mayenne et la rue de Bel-Air. Lors de la déviation de la rivière, un espace est dégagé devant cet hôpital, qui n'est plus au contact direct des berges. Cet espace dégagé est aménagé par la construction de la rue du Vieux-Saint-Louis ainsi que du square de Boston. L'hôpital est détruit et transféré rue de Nantes en 1847.

## Bâtiments remarquables et lieux de mémoire
- Le barrage et l'écluse de Bootz, datant du XIXe siècle et remplaçant une chaussée et des moulins à eau attestés dès le Moyen Âge.
- La chapelle Notre-Dame de Pritz, du XIe siècle, est située près de l'extrémité nord de la rue.